# Sîmbătă seara
Sîmbătă seara (grafia din epocă) este denumirea convențională a celui de al doilea material discografic al cântăreței române de muzică ușoară Corina Chiriac, apărut în mai 1973 la casa de discuri națională Electrecord. Ca și discul de debut, Sîmbătă seara a fost editat pe suport EP și împrumută titlul primei piste în lipsa unui titlu propriu-zis (singurul identificator este numărul de catalog Electrecord EDC 10.328).
Materialul cuprinde patru piese, toate preluări după șlagăre britanice și franțuzești. Versurile în limba română au fost realizate de textierii Mihai Dumbravă și Dorina Triandafil.

## Lista pieselor
1. Sîmbătă seara (Daniel Boone/Mihai Dumbravă) – orig. „Beautiful Sunday”
2. Te rog să te întorci (Claude Fraçois/ Mihai Dumbravă) – orig. „Viens à la maison”
3. Mă cert cu inima (Michel Renoir/Dorina Triandafil) – orig. „Le mari de maman”
4. Te rog să te grăbești (Claude Fraçois [posibilă confuzie cu Jean-Pierre Bourtayre]/Dorina Triandafil) – orig. „Le soleil au coeur”

## Personal
- Corina Chiriac – voce
- Orchestra Electrecord, condusă de Alexandru Imre